# Website Baker
Website Baker je redakční systém (anglicky Content Management System, zkratka CMS), který je založen na programovacím jazyce PHP a databázovém systému MySQL. Pomocí Website Baker si můžete vytvořit internetovou prezentaci bez znalosti programování nebo HTML. Systém je velmi jednoduchý, profesionálně vypadající webovou stránku je možné vytvořit během několika hodin. Jediným požadavkem je dostatečná zručnost při práci ve webovém prohlížeči.
Website Baker je open-source software, což znamená, že systém můžete volně využít a to i pro komerční účely. Můžete také vytvářet kopie systému a ty rozdávat svým přátelům nebo známým.

## Překlady
V nejnovější verzi 2.8 Website Baker obsahuje 21 jazyků včetně angličtiny, která je výchozím jazykem přímo v jádru.